# (33776) 1999 RB158
1999 RB158 (asteroide 33776) é um asteroide da cintura principal. Possui uma excentricidade de 0.09388350 e uma inclinação de 16.55402º.
Este asteroide foi descoberto no dia 9 de setembro de 1999 por LINEAR em Socorro.